# 長宗我部重宗
長宗我部 重宗（ちょうそかべ しげむね、生没年不詳）は、長宗我部氏の10代目当主。土佐国岡豊城主。重家とも。通称は新左衛門。
父は長宗我部重高。子に長宗我部信能。